# Kauaimonark
Kauaimonark (Chasiempis sclateri) är en fågel i familjen monarker inom ordningen tättingar.

## Utseende och läte
Kauaimonarken är en liten (14 cm) flugsnapparliknande fågel som ofta reser sin stjärt. Ovansidan är grå med vita vingband, vit övergump och vita spetsar på stjärtpennorna. Undersidan är vit, med vit strupe och bröstet rostfärgat med otydligt avgränsade sotfärgade kanter. Ungfågeln är helt rostfärgad och har beigefärgade eller rostfärgade vingband. Sången beskrivs som ett livligt visslande "eh-leh-PYE-o" som ofta hörs i grupper om två eller tre, med jämn betoning. Bland lätena hörs vassa "chup", ett raspigt tjatter och ett tvåtonigt läte som liknats vid ljudet från en hundleksak.

## Utbredning och systematik
Fågeln förekommer enbart i Hawaii på ön Kauai. Den behandlas som monotypisk, det vill säga att den inte delas in i några underarter. Tidigare betraktades hawaiimonark, oahumonark och kauaimonark utgöra samma art, C. sandwichensis. 

## Status
Kauaimonarken listas av internationella naturvårdsunionen IUCN som nära hotad. Utbredningen är liten och arten tros minska i antal till följd av habitatförstörelse. Arten hotas även av sjukdomar, tropiska stormar och predation från invasiva arter. Beståndet uppskattas till mellan 20 000 och 50 000 vuxna individer.

## Namn
Fågelns vetenskapliga artnamn hedrar Philip Lutley Sclater (1829–1913), engelsk ornitolog och samlare av specimen.